# Пеетер Тороп
Пеетер Тороп (28 листопада 1950, Таллінн) — естонський літературознавець, культуролог, семіотик, представник Тартусько-Московської школи семіотики.

## Біографія
Народився в місті Таллін, однак незабаром родина переїхала до міста Тарту. 
У 1969–1974 роках навчався в Тартуському університеті. 
З 1976 року — старший викладач на кафедрі російської філології, активний учасник Тартусько-Московської школи семіотики. 
На початку 1990-х років брав участь у створенні кафедри семіотики Тартуського університету. 
З 1992 до 1995 року навчався і працював у Гельсінському університеті, де захистив докторську дисертацію «Тотальний переклад». 
У 1997–2006 роках був завідувачем кафедри семіотики в Тартуському університеті. 
З 2006 року продовжує активну наукову та викладацьку діяльність на цій кафедрі. 
З 1998 — професор семіотики, з 2003 — професор семіотики культури.
З 2006 року є членом Міжнародної асоціації семіотичних студій. 
Віце-президент (у минулому президент) Естонської асоціації семіотики, співредактор «Праць зі знакових систем».

## Праці
Тотальний переклад (1995).

## Покликання
Сторінка Пеетера Торопа на сайті Тартуського університету [Архівовано 4 березня 2016 у Wayback Machine.]